# Protomedico

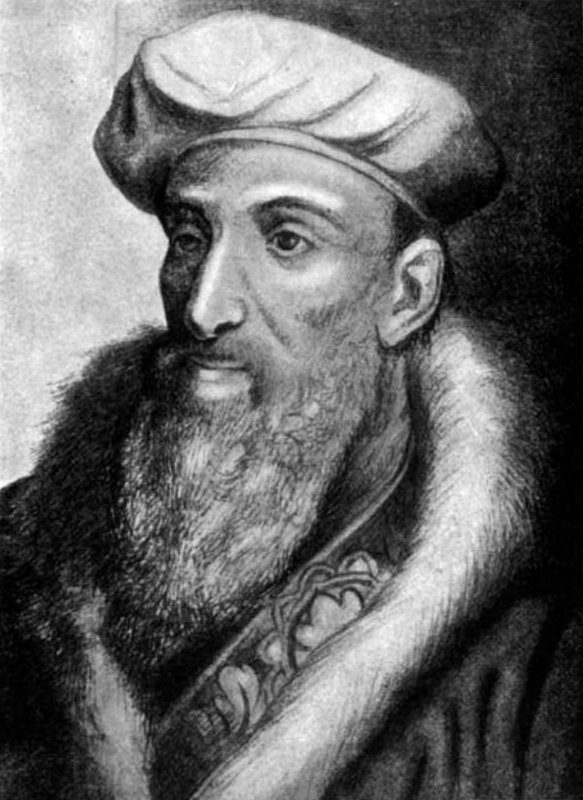
Bartolomeo Eustachi, protomedico a Roma nel XVI secolo

Il protomedico era il funzionario pubblico preposto a coadiuvare l'attività sanitaria dello Stato. 
I principali compiti del protomedico erano di valutare le effettive capacità di coloro che chiedevano di intraprendere la professione di medico o farmacista e di vigilare sull'attività di questi. Il medesimo termine viene oggi, raramente ed ampollosamente, usato per definire un primario ospedaliero.

## Storia
Già nella Roma antica, con l'organizzazione del servizio sanitario pubblico istituito dall'imperatore Nerone, era prevista la figura dei protomedici (archiatri) che, riuniti in collegio, deliberavano sulla competenza professionale dei "medici secondari", una sorta di "medici della mutua", eletti dalla popolazione e stipendiati dalla pubblica amministrazione.
Ma è nel tardo medioevo che si inizia a parlare del "protomedico", identificandolo con il principale medico di corte e, successivamente, con il funzionario preposto a sovrintendere all'attività di medici e speziali.
Nel 1397, nel Regno di Sicilia, Martino I istituì il "Protomedicato del Regno", con sede a Catania e a Palermo, che per i quattro secoli successivi rappresentò la struttura portante dell'organizzazione sanitaria siciliana. In Sicilia, i compiti più importanti del Protomedicato, una sorta di ministero della salute ante litteram, erano quelli di esaminate e valutare tutti coloro che chiedevano la licenza di esercitare la professione medica e di vigilare sulla correttezza e sul decoro dei loro comportamenti.
In Italia, la figura del protomedico sopravvive fino alla metà del XIX secolo, quando viene cancellata dal primo governo D'Azeglio che, con apposito regio decreto del 12 maggio 1851, abolisce i magistrati e gli uffici del protomedicato civili e militari.
Sulla base di quella legge, le funzioni formative professionali vennero assegnate alle autorità preposte alla Pubblica Istruzione, mentre le funzioni organizzative e di controllo demandate al Consiglio superiore di sanità, precedentemente istituito da Carlo Alberto con regio editto del 30 ottobre 1847.